# Torres de Manantiales
Torres de Manantiales Apart Hotel es un apart hotel de categoría cuatro estrellas en la ciudad balnearia argentina de Mar del Plata.
Se trata de un conjunto edilicio implantado sobre una barranca en el barrio residencial de Los Troncos, y está compuesto por dos edificios de planta baja y 29 pisos cada uno, y cerca de 100 metros de altura, llamados Torre Sol y Torre Luna. Fue proyectado con estilo postmoderno por los arquitectos Jorge Korn e Ignacio Lopatín en 1981, y construidas por las empresas Betón S.R.L. e IANUA S.A., dirigida por el ingeniero José Lombardi, entre 1983 y 1988. Rivan S.A., del mismo dueño, se hizo cargo de la administración del establecimiento. El heredero del grupo IANUA fue Hernán Lombardi, futuro Secretario de Turismo de la Nación, quien se haría cargo de la Dirección de Torres de Manantiales entre 1992 y 1999.

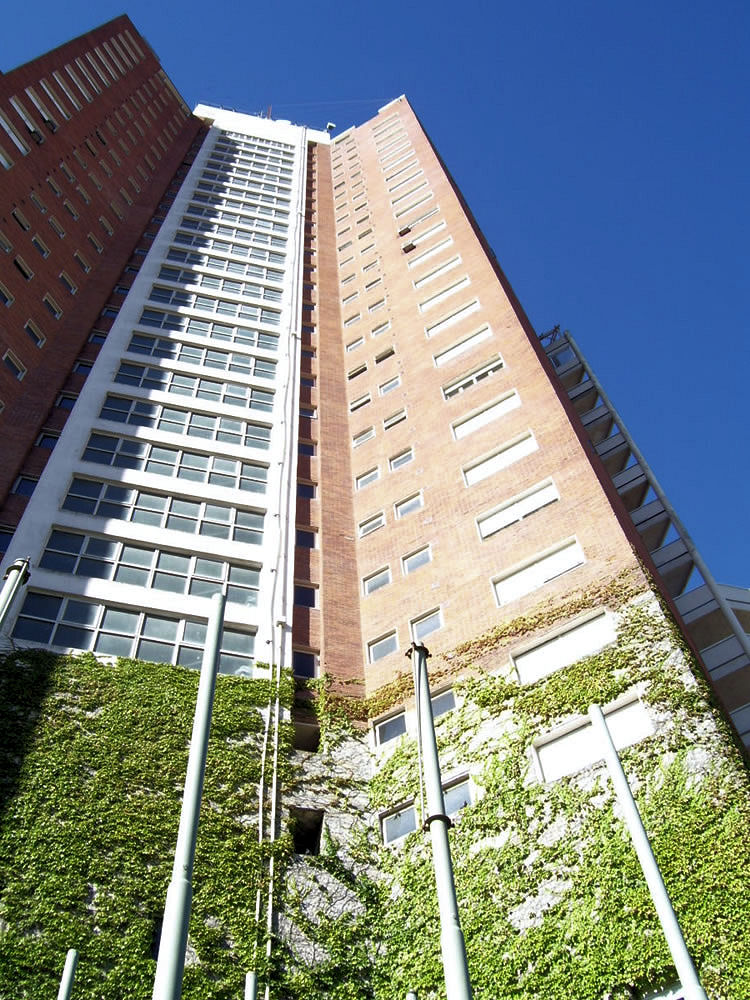
Una torre vista desde la base

El apart hotel recibió su nombre del manantial de agua que se encontró durante las excavaciones, a nivel cuatro bajo tierra. Fue inaugurado en 1988, con 190 departamentos de 2, 3 y 4 ambientes, todos con vista al mar. La planta tipo de las torres posee formato en L, con el ángulo apuntando hacia el mar, y de forma simétrica se disponen dos departamentos de una dos habitaciones (en los extremos), dos departamentos de una habitación, y en el vértice un dúplex con escalera interna y tres habitaciones. Todas las unidades poseen ventanas con vista al mar y balcón. Así, el núcleo de tres ascensores más uno de servicio y la escalera, está recostado sobre el lado interno del vértice, mirando hacia el barrio de Los Troncos. En el primer subsuelo se distribuyen ocho salones (incluyendo el Gran Salón) equipados para conferencias, cocktails, clases o banquetes; en la planta baja hay uno más de menor dimensión, y en el piso 29 están Las Nubes (un bar y cocktail lounge) y El Paraíso. Desde el exterior, las torres poseen un basamento revestido en piedra rústica, sobre el cual crecen enredaderas, y un desarrollo con ladrillo visto con una transición escalonada a un remate con fachada blanca. A los costados de las torres, estructura externas de hormigón pintadas de blanco conforman los balcones, y también se van escalonando hacia la cima. Por último, Torres de Manantiales incluye dos restaurantes internos, piscina, spa y solárium.
El complejo incluye un Centro de Convenciones, el Gran Salón Manantiales con capacidad para 1000 personas, inaugurado en marzo de 1998, y una confitería llamada “Las Nubes”, ubicada en el último piso de una de las torres. En 1992, se incorporó Manantiales Club de Mar, un balneario para los huéspedes del hotel, ubicado a 23 kilómetros de Mar del Plata, que incluye un bosque costero de 7 hectáreas, canchas de paddle y fútbol, carpas, cabañas y un dormi-house en la playa. En 1996 se sumó en esos terrenos el Spa de Mar, primer centro de talasoterapia de la Argentina. Por otra parte, la firma adquirió en 1997 la Villa Gainza Paz, un chalet veraniego construido en 1931 para dicha familia de la aristocracia porteña (obra de los arquitectos Acevedo, Becú y Moreno), y la sumó al complejo como centro de convenciones (con seis salones) y restaurante, además equipada con jaulas de golf.